# 夫婦漫才
夫婦漫才（めおとまんざい）は、夫婦でコンビを組んで演じる漫才である。
しゃべくり漫才のスタイルが生まれた昭和初期には既にミスワカナ・玉松一郎などの夫婦漫才を披露するコンビが存在していた。第二次世界大戦後になるとミヤコ蝶々・南都雄二、鳳啓助・京唄子、人生幸朗・生恵幸子などのコンビの影響もあり、夫婦漫才は漫才のジャンルの一つとして確立された。昭和時代の男女コンビはほとんどが夫婦またはカップルだったが、21世紀に入ってからはビジネスパートナーとして活動する男女コンビが増加している。
夫婦が漫才を始めるケースと、漫才コンビが夫婦になるケースの2通りが存在するが、後者の方が多いとされている。仕事とプライベートとが分けられないストレスから夫婦の関係が維持できなくなり、離婚に発展する場合もある。離婚と同時にコンビを解散する事例もあるが、正司敏江・玲児やはまこ・テラこのように離婚後も活動を継続するコンビも多い。
昭和時代の夫婦漫才のネタには、ツッコミの女性が一方的にまくし立ててボケの男性が圧倒されるという、女性が男性よりも優位に立つ「かかあ天下」の形式になっていることが多いという特徴がある。演芸作家の三田純市は、夫婦漫才は男尊女卑の時代に対する抵抗であり、女性への固定観念が定着していた時代にあえて逆の状況を描写する痛快さが笑いを誘ったと評価している。

## 代表的な夫婦漫才コンビ
- 日本チャップリン・梅廼家ウグイス
- ミスワカナ・玉松一郎
- 松鶴家千代若・千代菊
- ミヤコ蝶々・南都雄二（離婚）
- 鳳啓助・京唄子（離婚）
- 暁伸・ミスハワイ
- 島田洋之介・今喜多代
- 春日三球・照代
- 人生幸朗・生恵幸子
- 正司敏江・玲児（離婚）
- 二葉由紀子・羽田たか志
- 宮川大助・花子
- 東京太・ゆめ子
- 新山ひでや・やすこ
- 大空遊平・かほり（離婚・解散）
- かつみ♥さゆり
- おしどり
- 島田夫妻（離婚・解散）
- はまこ・テラこ（離婚）
- チャイム
- 夫婦のじかん
- 宮川青丸・とん子
- まんぷくフーフー
- ウェンズデイズ
- マウンテンブック

など